# Friedrich Wilhelm Curt von Leipziger
Friedrich Wilhelm Curt von Leipziger (* 14. Januar 1761 in Dresden; † 24. Mai 1824 in Kropstädt) war ein kursächsischer und ab 1806 königlich-sächsischer Amtshauptmann des Kurkreises, Hofgerichtsassessor in Wittenberg und Rittergutsbesitzer. Nach dem Wiener Kongress wurde er einer der ersten preußischen Landräte in der Provinz Sachsen.

## Leben
Er stammte aus dem sächsischen Adelsgeschlecht Leipzig und war der Sohn von Friedrich Adolph von Leipziger (1724–1760) und der Erdmutha Henrietta geborene von Lüttichau. Er wurde posthum geboren, da sein Vater wenige Monate vor seiner Geburt während einer Bauoperation verstarb. Seine Mutter heiratete Carl Erasmus von Huldenberg (1724–1777), der mehrere Güter mit in die Familie brachte und für die spätere finanzielle Absicherung seiner Stiefsohnes sorgte. Nach dessen Tod heiratete die Mutter von Friedrich Wilhelm Curt von Leipziger ein drittes Mal. Ihr neuer Ehemann war ihr früherer Schwager Rudolf Gottlob von Huldenberg (1736–1790).
Friedrich Wilhelm Carl von Leipziger schlug eine Verwaltungslaufbahn ein und wurde Amtshauptmann für den kursächsischen bzw. ab 1806 königlich-sächsischen Kurkreis. Als solcher war er u. a. für das Kreisamt Wittenberg und das Amt Gräfenhainichen zuständig.
An Besitzungen kamen durch die Erbschaft seine Ehefrau, einer geborenen von Krosigk, das Rittergut Kropstädt nebst Zubehör sowie das Rittergut Jahmo in den Besitz der Familie. Dadurch war es ihm möglich, ab 1816 im Königreich das Amt eines Landrates im Kreis Wittenberg zu übernehmen, das er bis 1821 ausübte. Sein Sohn Moritz Adolph George von Leipziger (1795–1865) trat in die Fußstapfen des Vaters und wurde im Kreis Bitterfeld ebenfalls ein preußischer Landrat.